# Gabriella Taylor
Gabriella Taylor (Southampton, 7 maart 1998) is een tennisspeelster uit het Verenigd Koninkrijk.
In 2016 moest Taylor opgeven op het meisjestoernooi van Wimbledon, omdat zij op de intensive care van het ziekenhuis terecht kwam na een mysterieus ziekbed. Hierdoor kon zij enkele maanden niet spelen. Een jaar later kreeg zij van de Wimbledon-organisatie een wildcard om deel te nemen aan het kwalificatietoernooi. Hierin werd zij in de eerste ronde uitgeschakeld.